# Nowoselcowo
Nowoselcowo – wieś w Armenii, w prowincji Lorri. W 2011 roku liczyła 152 mieszkańców.